# José de la Riva Agüero
José Mariano de la Riva Agüero y Sánchez Boquete (Lima, 3 maggio 1783 – Lima, 21 maggio 1858) è stato un politico peruviano.

## Biografia
Creolo, fu nominato dall'esercito presidente del Perù nel 1823. Durante la sua presidenza l'esercito spagnolo prese Lima e Agüero venne deposto dal Congresso nazionale.
Rifugiatosi nel Nord, fuggì in Europa all'avvento di Simón Bolívar e, rimpatriato, divenne ambasciatore in Cile della diafana unione Perù-Bolivia di Andrés de Santa Cruz.
In Europa sposò la principessa Caroline de Looz-Corswarem da cui ebbe diversi figli, tra cui importante fu José de la Riva-Aguero y Looz-Corswarem che fu in Perù ministro degli esteri e delle finanze.